# Wroughtonia cincticornis
Wroughtonia cincticornis är en stekelart som först beskrevs av Jean-Jacques Kieffer 1921.  Wroughtonia cincticornis ingår i släktet Wroughtonia och familjen bracksteklar. Inga underarter finns listade i Catalogue of Life.